# سيرجي فولكوف (متزحلق حر)
سيرجي فولكوف (بالروسية: Волков, Сергей Валерьевич)‏ هو متزحلق حر روسي، ولد في 6 ديسمبر 1987 في تشوسوفوي في روسيا.

## وصلات خارجية
- سيرجي فولكوف على موقع الاتحاد الدولي للتزلج (التزلج الحر) (الإنجليزية)
- سيرجي فولكوف على موقع اللجنة الأولمبية الدولية (الإنجليزية)
- سيرجي فولكوف على موقع أوليمبيديا (الإنجليزية)